# Paul Doughty Bartlett
Paul Doughty Bartlett (14 août 1907 - 11 octobre 1997) est un chimiste américain.

## Biographie
Bartlett est né à Ann Arbor, Michigan et grandit à Indianapolis. Il obtient son BA de l'Amherst College en 1928. Après avoir obtenu son diplôme de Harvard avec James Bryant Conant, Bartlett travaille à l'Institut Rockefeller et à l'Université du Minnesota. La majeure partie de sa carrière se déroule à Harvard. Entre autres réalisations, Bartlett est co-auteur avec Lawrence H. Knox (en) d'un article classique sur les mécanismes de réaction organique,,. Après sa retraite en 1972, il entame sa deuxième carrière à la Texas Christian University.
Il est élu membre de l'Académie américaine des arts et des sciences en 1946 et de l'Académie nationale des sciences des États-Unis en 1947. Il reçoit le Prix Willard-Gibbs en 1963 la médaille nationale des sciences en 1968 et la médaille John Price Wetherill en 1970. En 1969, Paul Doughty Bartlett est élu membre de l'Académie allemande des sciences Leopoldina. Il est élu à la Société américaine de philosophie en 1978.